# 坎比公園莊園 (特拉華州)
坎比公園莊園（英語：Canby Park Estates）是位於美國特拉華州紐卡斯爾縣的一個非建制地區。該地的面積和人口皆未知。

## 地理
坎比公園莊園的座標為39°44′20″N 75°34′54″W / 39.73889°N 75.58167°W，而該地的平均海拔高度為23米（即75英尺）。